# Lago Nokoué
Lago Nokoué (en francés: Lac Nokoué) es un lago en el sur del país africano de Benín. Posee unos 20 km de ancho y 11 kilómetros de largo está situado en las coordenadas geográficas 06°26′04″N 02°27′06″E / 6.43444, 2.45167, al norte de Cotonú. En el extremo norte del lago está el famoso pueblo sobre el agua de Ganvié. El Lago Nokoué es un sitio importante para las vida de diversas especies de aves.